# Chlorophorus aurivilliusi
Chlorophorus aurivilliusi är en skalbaggsart som beskrevs av Schwarzer 1926. Chlorophorus aurivilliusi ingår i släktet Chlorophorus och familjen långhorningar.
Artens utbredningsområde är Filippinerna. Inga underarter finns listade i Catalogue of Life.